# Dreamin' Man Live '92
Dreamin' Man Live '92 es un álbum en directo del músico canadiense Neil Young, publicado por la compañía discográfica Reprise Records en diciembre de 2009. El álbum incluye las primeras interpretaciones en directo de las canciones posteriormente incluidas en Harvest Moon, el primer trabajo en acústico de Young en la década de 1990.
El álbum forma el decimosegundo volumen en orden cronológico de las Archives Performance Series y es, hasta la fecha, el quinto en publicarse. Fue originalmente programado para publicarse el 2 de noviembre de 2009, pero su lanzamiento se retrasó un mes. Una edición en formato vinilo fue publicada el 30 de marzo de 2010.

## Recepción
Tras su lanzamiento, Dreamin' Man Live '92 obtuvo críticas favorables de la prensa musical, con un promedio de 79 sobre 100 en la web Metacritic basado en ocho reseñas. La revista Uncut señaló: "Lo que es absolutamente consistente es la habilidad casi alquímica de Young para hipnotizar con sus herramientas - su temblor aflautado y robusto y su acompañamiento poco llamativo proporcionando los únicos adornos a sus letras elípticas y sus melodías dolorosas". Según Greg Kot, de Entertainment Weekly: "La falta de ornamentación encaja en los temas del álbum, a medida que el narrador lucha con la conciliación de sus ambiciones juveniles con la realidad de la edad media". La revista Mojo escribió sobre el álbum: "Si Harvest Moon nunca amenazó con derretirte la dentadura, ahora es la oportunidad de morder realmente abajo". Por otra parte, Stephen Thomas Erlewine de Allmusic escribió: "Algunas de las canciones ganan un grado de intensidad en este escenario escueto, lo que no las hace mejores, solo diferentes, y sin duda vale la pena que lo escuchen los aficionados que realmente les importe".
Desde el punto de vista comercial, Dreamin' Man Live '92 obtuvo un impacto comercial muy bajo. En los Estados Unidos, el álbum alcanzó el puesto 193 en la lista Billboard 200 y el 43 en la lista Top Rock Albums, mientras que en el Reino Unido o en Canadá no llegó a entrar en las listas de discos más vendidos. En Europa, el álbum solo entró en las listas de dos países: Grecia, donde alcanzó el puesto diez, y Países Bajos, donde llegó al 74.

## Lista de canciones
Todas las canciones escritas y compuestas por Neil Young. 
| N.º | Título                                                         | Duración |  |
| 1.  | «Dreamin' Man» (Portland, 24 de enero de 1992)                 | 5:03     |  |
| 2.  | «Such a Woman» (Detroit, 20 de mayo de 1992)                   | 4:59     |  |
| 3.  | «One of These Days» (Los Ángeles, 21 de septiembre de 1992)    | 4:59     |  |
| 4.  | «Harvest Moon» (Los Ángeles, 21 de septiembre de 1992)         | 5:26     |  |
| 5.  | «You And Me» (Los Ángeles, 21 de septiembre de 1992)           | 4:01     |  |
| 6.  | «From Hank to Hendrix» (Los Ángeles, 22 de septiembre de 1992) | 4:47     |  |
| 7.  | «Unknown Legend» (Los Ángeles, 22 de septiembre de 1992)       | 5:31     |  |
| 8.  | «Old King» (Los Ángeles, 22 de septiembre de 1992)             | 3:10     |  |
| 9.  | «Natural Beauty» (Chicago, 19 de noviembre de 1992)            | 11:26    |  |
| 10. | «War of Man» (Minneapolis, 22 de noviembre de 1992)            | 6:27     |  |

## Personal
Músicos
- Neil Young: voz, guitarra acústica, armónica, piano y banjo.

Equipo técnico
- John Hanlon: producción musical
- Tim Mulligan: mezclas y masterización
- John Hausmann: conversión analógica-digital

## Posición en listas
| País           | Lista              | Posición |
| -------------- | ------------------ | -------- |
| Estados Unidos | Billboard 200      | 193      |
| Estados Unidos | Top Rock Albums    | 43       |
| Grecia         | Greek Albums Chart | 10       |
| Países Bajos   | Mega Album Top 100 | 74       |